# ニール・マーシャル
ニール・マーシャル（Neil Marshall, 1970年5月25日 - ）はイングランドのニューカッスル・アポン・タイン出身の映画監督・脚本家。

## 経歴
11歳の時に『レイダース/失われたアーク《聖櫃》』（1981年）を見て映画監督を目指し始め、スーパー8mmフィルムを使って映画を撮り始めた。そして1989年に、ニューカースルポリテクニック（現在のノーザンブリア大学）の映画学部に進学した。その後、8年間はフリーランスの編集技師として働く。1998年にバハラット・ナルリーリの映画『キリング・タイム』で脚本を担当。2002年には『ドッグ・ソルジャー』で監督デビューを果たした。2006年、ホラー映画「ディセント」のヒットや受賞により知名度が上昇した。

## フィルモグラフィ
| 年   | 作品名                                     | クレジット     | 備考                                                                    |
| ---- | ------------------------------------------ | -------------- | ----------------------------------------------------------------------- |
| 1998 | キリング・タイム Killing Time              | 脚本 編集      | キャスパー・バリーとフルール・コステロと共同脚本                        |
| 2002 | ドッグ・ソルジャー Dog Soldiers            | 監督 脚本 編集 |                                                                         |
| 2005 | ディセント The Descent                     | 監督 脚本      | 英国インディペンデント映画賞監督賞受賞 第33回サターン賞ホラー映画賞受賞 |
| 2008 | ドゥームズデイ Doomsday                    | 監督 脚本 編集 |                                                                         |
| 2009 | ディセント2 The Descent 2                  | 製作総指揮     |                                                                         |
| 2010 | センチュリオン Centurion                   | 監督 脚本      |                                                                         |
| 2012 | ゲーム・オブ・スローンズ Game of Thrones   | 監督           | 第2シーズン第9エピソード 『ブラックウォーターの戦い』                   |
| 2014 | Black Sails/ブラック・セイルズ Black Sails | 監督           | 第1シーズン第1エピソード 『I.』                                         |
| 2014 | Black Sails/ブラック・セイルズ Black Sails | 監督           | 第1シーズン第3エピソード 『III.』                                       |
| 2014 | ゲーム・オブ・スローンズ Game of Thrones   | 監督           | 第4シーズン第9エピソード 『黒の城の死闘』                               |
| 2015 | ハンニバル Hannibal                        | 監督           | 第3シーズン第8エピソード                                                |
| 2016 | ウエストワールド Westworld                 | 監督           | 第1シーズン第3エピソード                                                |
| 2018 | ロスト・イン・スペース Lost in Space       | 監督           | 第1シーズン第1エピソード、第2エピソード                                 |
| 2019 | ヘルボーイ Hellboy                         | 監督           |                                                                         |
| 2022 | ヘル・ディセント The Lair                  | 監督 脚本 編集 |                                                                         |